# رضوانشهر
رضوانشهر (نام پیشین: رضوانده) نام شهر و مرکز شهرستان رضوانشهر در استان گیلان در ایران است. در رضوانشهر زبان‌های گیلکی و تالشی رایج است.

## نام رضوانشهر
نام قدیمی و پیشین رضوانشهر، رضوانده بوده است که با پیشرفت و قرار گرفتن در موقعیت شهری به رضوانشهر تبدیل شد. ‏

## تاریخچه
در سال ۱۳۰۳ اولین مدرسه شش کلاسه در رضوانشهر تأسیس شد. رضوانشهر در گذشته با نام رضوانده از روستاهای ولایت گیل دولاب ‏ بود. ولایات گیل دولاب و طالشدولاب امروزه محدوده شهرستان رضوانشهر می‌باشند. رضوانده به روی جاده شوسه شاه عباسی قرار داشت. راه شوسه چهارشنبه بازار-طاهر گوراب-رشت با گذر از رضوانده، رشت و گسگرات را به‌آبادی ساحلی شفارود پیوند می‌داد. پیرامون سال ۱۳۱۵ نیز جاده شوسه بندر انزلی به آستارا ساخته شد و مسیر شاه عباسی رضوانده را در محل کنونی چهارراه رضوانشهر قطع کرد. چهارراه و تقاطعی که به این‌صورت پدید آمد و امروزه نیز به همین نام در میان قدیمی‌ها شهرت دارد تبدیل به مرکز اصلی و تجمع رضوانشهر برای ایست مسافران و حمل بار و بنه و داد و ستد آنان شد. در نتیجه این محل به سرعت پیشرفت کرد و جنبه شهری به خود گرفت. مانند اکثر شهرهای گیلان، بازار هفتگی رضوانشهر چهارشنبه بازار است که با گذر زمان چهارشنبه‌بازار از بیگزادمحله ولایت گیل دولابرضوانشهر به چهارراه و خیابان سردار جنگل منتقل گردید. آرامگاه شاعر و عارف نامدار گیلان سید شرفشاه در روستای دارسرا بخش مرکزی رضوانشهر قرار دارد. سید شرفشاه ملقب به پدر شعر گیلکی است. از او دیوان اشعاری به زبان گیلکی بر جای مانده که در کتابخانه آکادمی بخارست رومانی نگهداری می‌شود. دیوان وی شامل ۷۶۹ دوبیتی با مضامین عرفانی و عاشقانه است و تمام آن را به گویش گیلکی سروده است. آرامگاه او یکی از معروفترین زیارتگاه‌های منطقه و از جاذبه‌های تاریخی و زیارتی رضوانشهر می‌باشد. همچنین بقعهٔ امین سلطان غریب بنده ‏ در مرکز شهر، از دیگر جاذبه‌های تاریخی و زیارتی رضوانشهر است.

## جمعیت

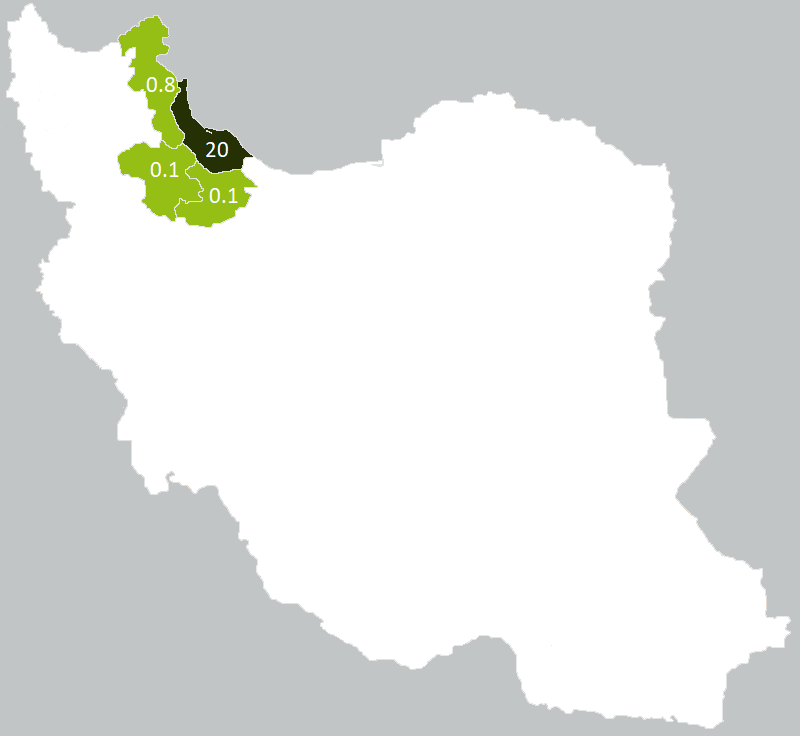
پراکندگی مردم تالش در استان‌های ایران

بر پایه سرشماری عمومی نفوس و مسکن در سال ۱۳۹۵ جمعیت این مکان ۱۹٬۵۱۹ نفر (۶٬۲۱۲ خانوار) بوده است. اغلب مردم رضوانشهر از قوم گیلک و تالش هستند و در این شهر زبان‌های گیلکی و تالشی رایج است.

## مشاهیر
- پیر شرفشاه دولایی، شاعر و عارف قرن هشتم، ملقب به پدر شعر گیلکی
- یاسر بختیاری، خواننده رپ فارسی
- قسمت خانی خواننده تالشی
- صمد حبیبی خواننده تالشی[۱۳]
- محمد غلامی بازیکن فوتبال
- پژمان نوری بازیکن فوتبال
- خسرو تحویلداری جراح و بنیان‌گذار درمانگاه رضوانشهر (هم‌اکنون بیمارستان)

## دانشگاه‌ها
- دانشگاه پیام نور رضوانشهر[۱۴]
- دانشگاه تهران، دانشکده فنی کاسپین (رضوانشهر)[۱۵]